# Acido tellurico
L'acido tellurico è un acido esaprotico debole di formula chimica Te(OH)6 formante sali detti tellurati. Si presenta come un solido cristallino bianco a struttura ottaedrica, che si mantiene anche in soluzione acquosa. Ha due forme cristalline: romboedrica e monoclina, in cui la forma ottaedrica del complesso Te(OH)6 si mantiene.

## Sintesi
L'acido tellurico si forma per ossidazione di tellurio o diossido di tellurio con un agente ossidante, come perossido di idrogeno, triossido di cromo o perossido di sodio
TeO2 + H2O2 + 2H2O → Te(OH)6
La cristallizzazione dell'acido tellurico in soluzione acquosa a temperature inferiori a 10 °C produce Te(OH)6·4H2O:. L'acido riduce però l'idrogeno dell'acqua in cui è contenuto, anche se la reazione è molto lenta.
H6TeO6 + 2H+ + 2e- → TeO2 + 4H2O Eo = +1.02 V

## Proprietà
L'acido anidro è stabile in aria fino a 100 °C, ma al di sopra di questa temperatura si disidrata per formare acido polimetatellurico, una polvere bianca igroscopica (con una compostizione approssimativa H2TeO4)10) ed acido allotellurico, una sostanza dalla struttura ancora sconosciuta (e composizione approssimativa H2TeO4)3(H2O)4).
I sali tipici dell'acido tellurico contengono gli anioni [Te(O)(OH)5]- e [Te(O)2(OH)4]2-; la presenza dello ione tellurio TeO42- è confermata dalla struttura di Rb6[TeO5][TeO4].
Riscaldando l'acido tellurico oltre i 300 °C, si produce l'α-triossido di tellurio (α-TeO3).
La reazione con il diazometano produce l'esametil estere, Te(OCH3)6.